# Acraea torquata
Acraea torquata är en fjärilsart som beskrevs av Le Cerf 1927. Acraea torquata ingår i släktet Acraea och familjen praktfjärilar. Inga underarter finns listade i Catalogue of Life.